# شاخص درد نیش اشمیت
شاخص درد نیش اشمیت (انگلیسی: Schmidt sting pain index) یک مقیاس درد نسبی در رابطه با نیش‌های مختلف پرده‌بالان است که به افتخار خدمات و تحقیقات جاستین او اشمیت - حشره‌شناس ایالات متحده متولد ۱۹۴۷ - به نام وی نامگذاری گردید. اشمیت مقالات چندی در این رابطه ارائه کرد و مدعی بود که برای دست‌یابی به چنین مقیاسی، به‌طور عملی توسط بسیاری از این پرده‌بالان گزیده شده‌است. مقیاس اشمیت در مورد نیش پرده‌بالان بین ۱ تا ۴ است و عدد ۴، دردناک‌ترین است.
مقاله تحقیقی وی در سال ۱۹۸۳، راهکاری علمی در زمینهٔ خصوصیات خون‌کافت سم حشرات بود. جدول مندرج در مقاله وی شامل ستونی است که به میزان درد ناشی از گزش اشاره دارد. مقیاس‌ها در این جدول از رقم صفر شروع می‌شوند که برای نیش‌هایی است بدون اثر و احساس برای انسان. نیش‌های آشنایی مثل گزش زنبور در این جدول با رقم ۲ رتبه‌بندی شده و در پایان، بالاترین میزان این جدول رقم ۴ است.
اشمیت به‌طور مکرر و به دفعات، فهرست مقیاس‌های خود را اصلاح کرده‌است از جمله، مقاله‌ای در سال ۱۹۹۰ منتشر گردید که حاوی ۷۸ نیش حشرات مختلف و ۴۱ گونه جدید از پرده‌بالان طبقه‌بندی شده بود. تمام این موارد جدید در کتاب منتشر شده‌ای که همین اواخر و در این زمینه به سال ۲۰۱۶ انتشار یافت درج شده‌است.